# Rue du Clos-d’Orléans
La rue du Clos-d’Orléans est une voie de communication de Fontenay-sous-Bois.

## Situation et accès

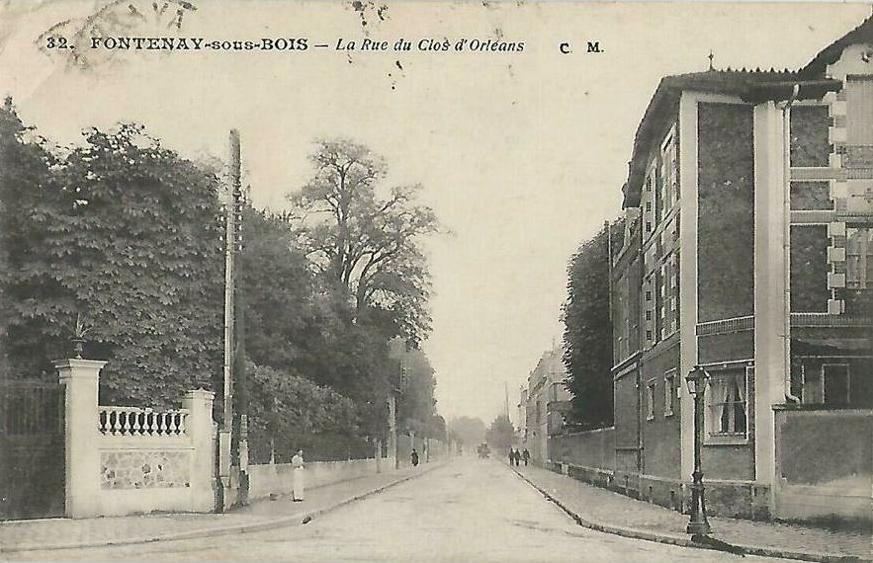
Fontenay-sous-Bois, la rue du Clos d'Orléans et le parc.

## Origine du nom

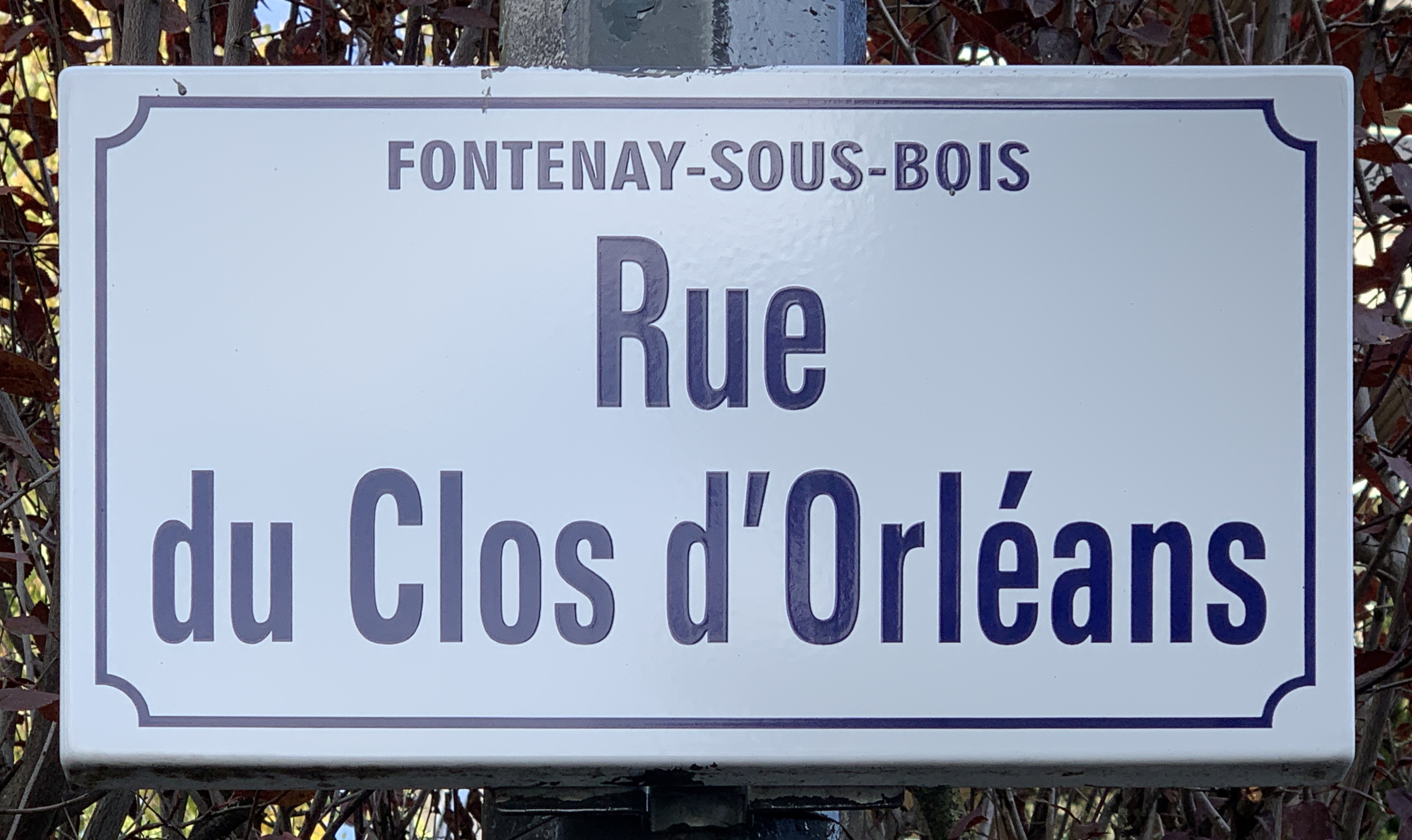
Plaque rue du Clos-d'Orléans.

Elle tient son nom d'un terrain de 16 hectares au nord du parc de Vincennes, « le clos d'Orléans » concédé en 1780 au duc d'Orléans pour organiser des courses de chevaux. 

## Historique

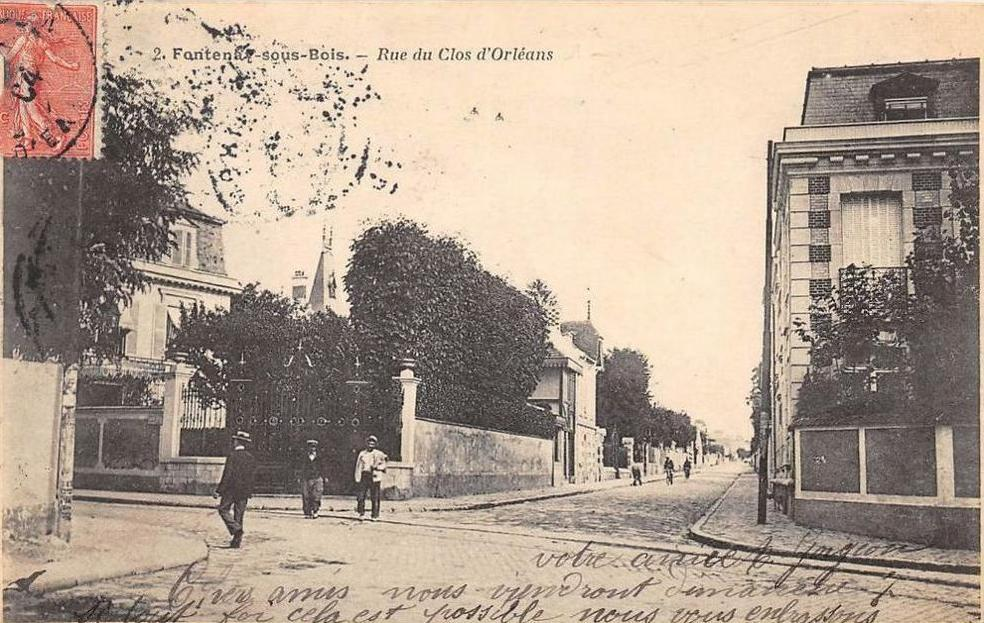
Fontenay-sous-Bois - Rue du Clos-d'Orléans - Début du XXe siècle.

Le clos d'Orléans fut vendu après la Révolution à des particuliers. La délibération du 20 août 1863 établit que l'ancien vicinal n°4, chemin des Angles, reçoit le nom et le statut de rue du Clos d'Orléans.
Un arrêté du 7 mars 1890 accorde une subvention départementale de 10 000 francs pour sa mise en viabilité.

## Bâtiments remarquables et lieux de mémoire
- Compagnie d'arc de Fontenay-sous-Bois, créée à cet emplacement le 5 avril 1847[3].
- Villa Madeleine, construite vers 1890 par la famille Larue, qui donne à ce lotissement le nom de leur petite-fille[4].
- L'écrivain Emmanuel Lochac y a vécu en 1931.
- Deux stolpersteine à la mémoire des époux Fouterman, disparus à Auschwitz en 1942[5].

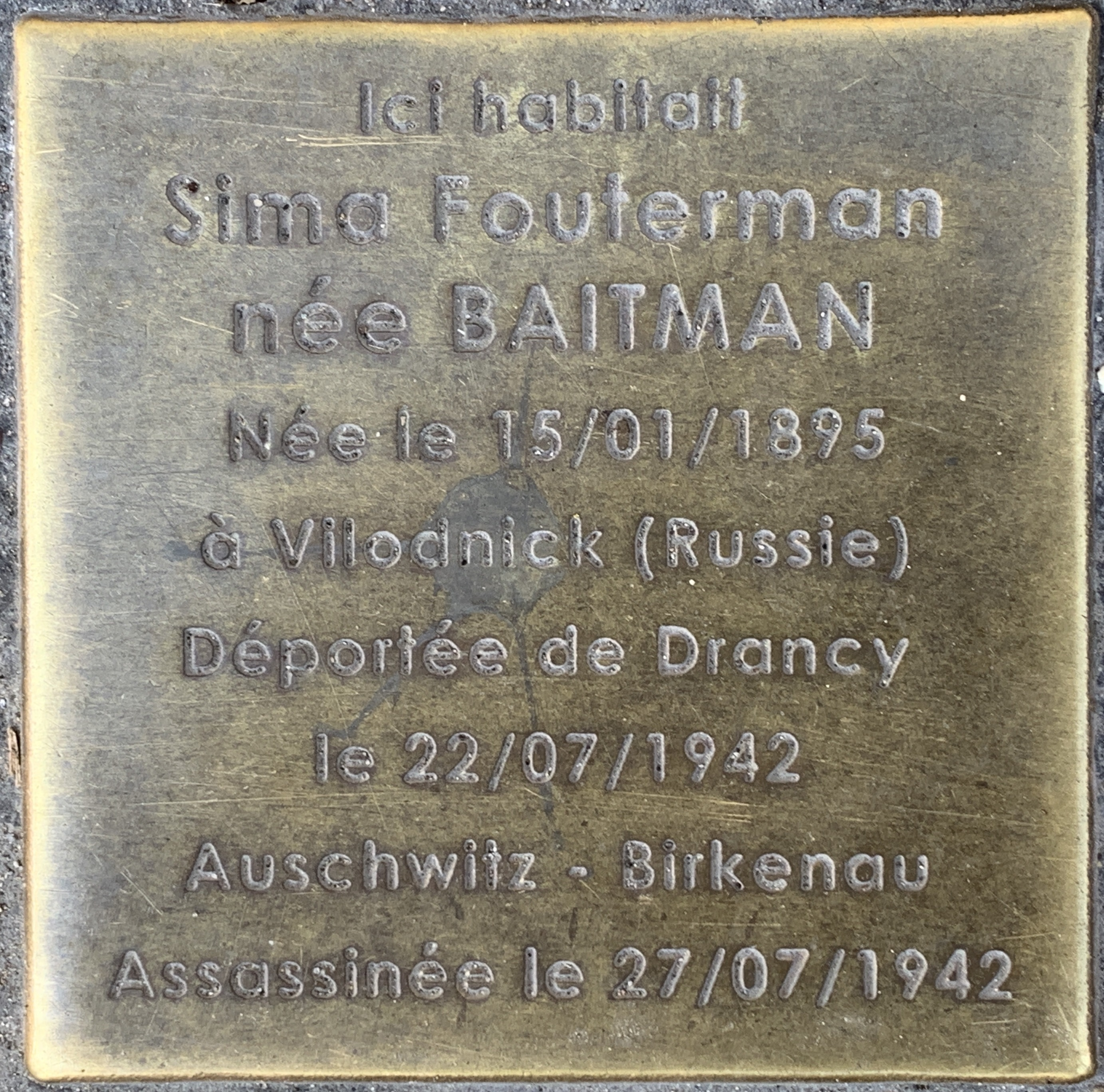
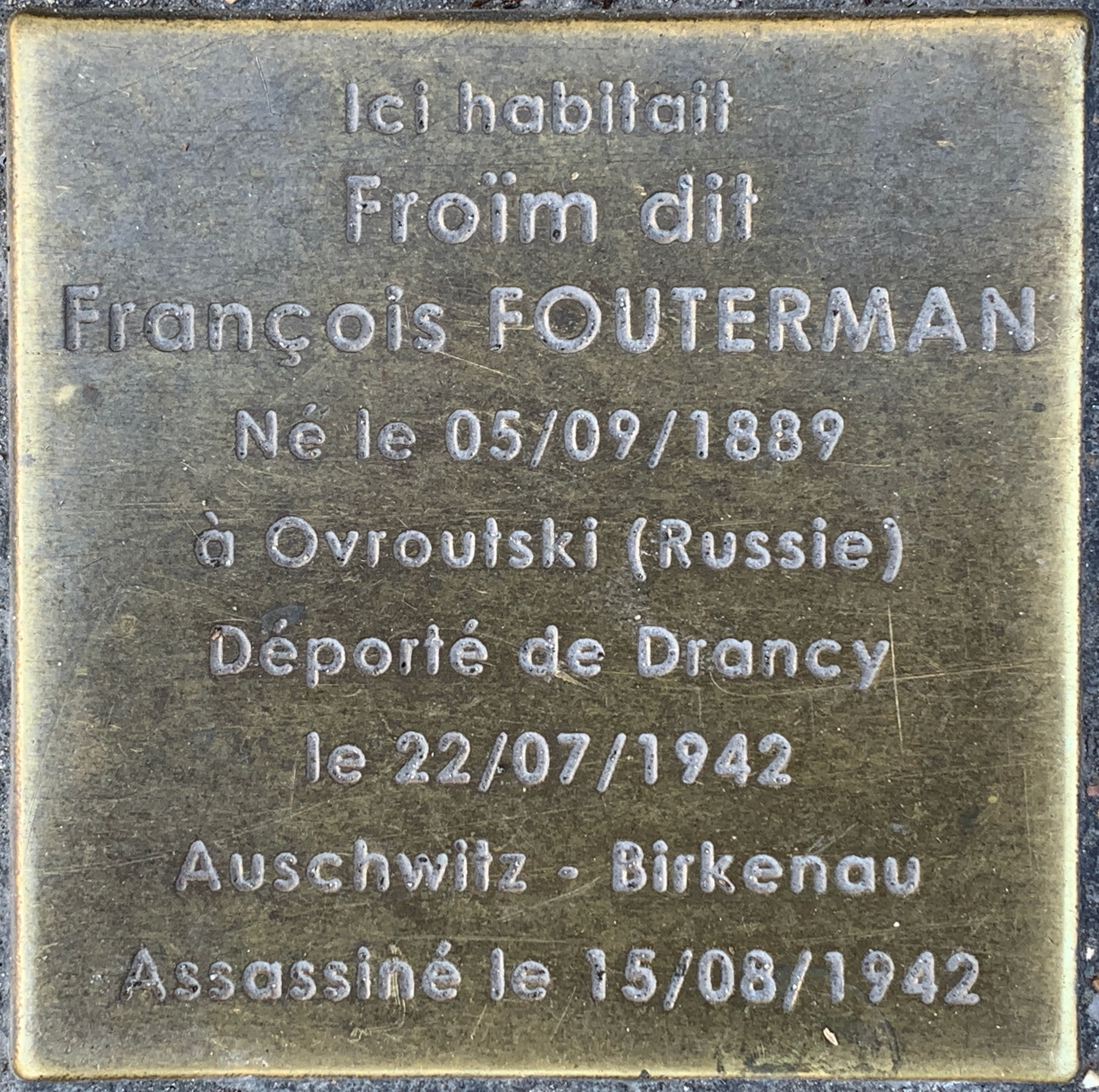